# Луиза фон Хесен-Касел (1817 – 1898)
Луиза Вилхелмина Фридерика Каролина Августа Юлия фон Хесен-Касел (на немски: Luise Wilhelmine Friederike Caroline Auguste Julie fon Hessen-Kassel; на датски: Louise af Hessen-Kassel) е ландграфиня от Хесен-Касел-Румпенхайм и чрез женитба херцогиня на Шлезвиг-Холщайн-Зондербург-Глюксбург и от 1863 г. до смъртта си кралица на Дания.

## Биография
Родена е на 7 септември 1817 в Румпелхайм, Касел. Тя е третата дъщеря на ландграф Вилхелм фон Хесен-Касел (1787 – 1867) и съпругата му принцеса Луиза Шарлота Датска (1789 – 1864), дъщеря на наследствен принц Фридрих Датски (1753 – 1805) и херцогиня София Фредерика фон Мекленбург (1758 – 1794). Майка ѝ е сестра на Кристиан VIII (1786 – 1848), крал на Дания (1839 – 1848), крал на Норвегия (1814). Тя е слаба, обича музиката и е религиозна, обаче има наследствена глухота.
Луиза фон Хесен-Касел се омъжва в Амалиенборг в Копенхаген на 26 май 1842 г. за втория си братовчед бъдещия крал на Дания херцог Кристиан IX фон Шлезвиг-Холщайн-Зондербург-Глюксбург (* 8 април 1818; † 29 януари 1906), син на херцог Фридрих Вилхелм фон Шлезвиг-Холщайн-Зондербург-Глюксбург (1785 – 1831) и Луиза Каролина фон Хесен-Касел (1789 – 1867). Те имат щастлив брак. На 15 ноември 1863 г. Кристиан става крал на Дания.
Луиза фон Хесен-Касел умира на 29 септември 1898 г. на 81 години в дворец Бернсторф близо до Копенхаген.

## Деца
Луиза фон Хесен-Касел и Кристиан IX имат шест деца:
- Кристиан Фредерик VIII Карл (* 3 юни 1843; † 14 май 1912, Хамбург), крал на Дания (1906 – 1912), женен в Стокхолм на 28 юли 1869 г. за принцеса Луиза от Швеция и Норвегия (* 31 октомври 1851; † 20 март 1926)
- Кристиан Вилхелм Фердинанд Адолф Георг I (* 24 декември 1845; † 18 март 1913, убит в Солун), 1863 г. става крал на Гърция, женен в Ст. Петербург на 27 октомври 1867 г. за руската велика княгиня Олга Константиновна (* 3 септември 1851; † 18 юни 1926)
- Валдемар Датски (* 27 октомври 1858; † 14 яниари 1939), под натиск отхвърля българския и норвежкия трон, женен (цив) в Париж на 20 октомври 1885 г. за френската принцеса Мария Орлеанска (* 13 януари 1865; † 4 декември 1909)
- Александра Каролина Мария Шарлота Луиза Юлия/Аликс (* 1 декември 1844; † 20 ноември 1925), омъжен в Уиндзор на 10 март 1863 г. за крал Едуард VII от Великобритания, император на Индия (* 9 ноември 1841; † 6 май 1910)
- Мария София Фредерика Дагмар (* 26 ноември 1847; † 13 октомври 1928), омъжена в Ст. Петербург на 9 ноември 1866 г. за руския император Александър III (* 10 март 1845; † 2 ноември 1894)
- Тира Амелия Каролина Шарлота Анна (* 29 септември 1853; † 26 февруари 1933), омъжена в Копенхаген на 21 декември 1878 г. за тронпринц Ернст Аугуст фон Хановер (* 21 септември 1845; † 14 ноември 1923), херцог на Брауншвайг-Люнебург, принц на Великобритания, син на крал Георг V фон Хановер

## Галерия
- Луиза фон Хесен-Касел
- Кралица Луиза Датска, 1893
- Монограм